# Liste der Abgeordneten zum Landtag von Niederösterreich (1861–1867)
Diese Liste der Abgeordneten zum Landtag von Niederösterreich (zeitgenössisch: Landtag des Erzherzogtums Österreich unter der Enns) nennt die Mitglieder des Landtags von Niederösterreich in der ersten Wahlperiode (1861–1867).

## Zusammensetzung
Die Verfassungen und Verfassungsentwürfe der nachfolgenden Jahre sahen zwar regelmäßig einen Landtag für Niederösterreich vor, Wirklichkeit wurde er aber erst 1861 mit dem Februarpatent. Nach der mit diesem Patent erlassenen und grundsätzlich bis 1918 gültigen „Landes-Ordnung für das Erzherzogthum Oesterreich unter der Enns“ sollte der Landtag aus 66 Mitgliedern bestehen, nämlich: dem Erzbischof von Wien, dem Bischof von St. Pölten, dem Rektor der Universität Wien, ferner 15 Abgeordneten des Großgrundbesitzes, 28 Abgeordneten der Städte und Märkte sowie der Handels- und Gewerbekammern und aus zwanzig Abgeordneten der ländlichen Gemeinden.
Vorsitzender des Landtags war der Landtagsmarschall. Dieser stammte aus der Kurie des Großgrundbesitzes und wurde wie sein Stellvertreter (der Bürgermeister von Wien) vom Kaiser ernannt. Der Landesausschuss bestand aus sechs Mitgliedern von denen drei aus den Kurien und drei aus dem ganzen Haus zu wählen waren.
Der Landtag wählte 18 Abgeordnete in den Reichsrat.

## Geschichte der ersten Wahlperiode
Die Wahl erfolgte im März 1861. Am 6. April 1861 fand die konstituierende Sitzung statt. Die erste Landtagssession dauerte bis zum 20. April und bestand im Wesentlichen aus der Wahlprüfung und den Wahlen zum Reichsrat und den Ausschüssen.
Die Wahlprüfung erwies sich als schwierig. Grund war, dass das Wahlgesetz keine Aussage zum Geschlecht der Wähler gemacht hatte. Damit war ein Frauenwahlrecht möglich (aufgrund des Zensuswahlrechtes war allerdings die Zahl der Frauen mit Wahlrecht gering). Insbesondere in den Städten hatten aber Frauen an der Wahl teilgenommen. Der Landtag beschloss zunächst, dass alle Wahlen zulässig seien, bei denen die Stimmen der Frauen rechnerisch keinen Einfluss auf das Ergebnis hatten. In Neunkirchen, Horn und Waidhofen an der Thaya waren aber die Frauenstimmen potentiell wahlentscheidend gewesen. Letztlich wurden auch diese Mandate für gültig erkannt, nachdem der Statthalter auf den Wortlaut des Gesetzes verwies. Auch aus Seiten des eigentlich eher konservativen Großgrundbesitzes wurde diese Regelung befürwortet, da auch Frauen als Besitzer landtäflicher Güter ihr Wahlrecht wahrgenommen hatten.
1862 wurde der Landtag nicht einberufen. In den Jahren 1863 bis 1866 fanden Landtagssessionen statt. Schwerpunkte der Arbeit waren die Themen Schulen und Verkehrsbauwerke. 1866 wurde beschlossen, die Repräsentation der Stadt Wien auf dem Landtag zu verbessern. Hierzu wurde der Landtag um zwei Mandate erweitert. Eines davon erhielt die Stadt Wien, ein weiteres die Landgemeinden.
Mit Patent vom 2. Jänner 1867 wurde der Landtag aufgelöst.

## Mitglieder des Landesausschusses
Mitglieder des Landesausschusses waren:
- Alfred von Arneth (Unterrichtsangelegenheiten)
- Rudolph Brestl (Landesfonds)
- Alois Czedik von Bründlsberg und Eysenberg (Verkehrswegen)
- Anton von Dück (Kassenwesen)
- Cajetan Felder (Gemeindeangelegenheiten)
- Carl von Suttner (Vertreter des Landmarschalls im Ausschuss, ehemalige ständische Angelegenheiten, Stiftungen und Personalwesen)

## Liste
| Kurie                                         | Wahlbezirk             | Abgeordneter                                         | Anmerkung                                                   |
| --------------------------------------------- | ---------------------- | ---------------------------------------------------- | ----------------------------------------------------------- |
| Großgrundbesitz                               |                        | Fürst Josef Franz Hieronymus von Colloredo-Mannsfeld | Landmarschall                                               |
| Abgeordnete der Haupt- und Residenzstadt Wien | Leopoldstadt           | Andreas Zelinka                                      | Bürgermeister von Wien, Vize-Landmarschall                  |
| Virilstimme                                   |                        | Joseph Othmar von Rauscher                           | Fürsterzbischof von Wien                                    |
| Virilstimme                                   |                        | Ignaz Feigerle                                       | bis 1863 Bischof von St. Pölten                             |
| Virilstimme                                   |                        | Joseph Feßler                                        | ab 1865 Bischof von St. Pölten                              |
| Virilstimme                                   |                        | Andreas von Ettingshausen                            | Rektor der Universität Wien 1861–1862                       |
| Virilstimme                                   |                        | Dominik Mayer                                        | Rektor der Universität Wien 1862–1863                       |
| Virilstimme                                   |                        | Franz Xaver Haimerl                                  | Rektor der Universität Wien 1863–1864                       |
| Virilstimme                                   |                        | Josef Hyrtl                                          | Rektor der Universität Wien 1864–1865                       |
| Virilstimme                                   |                        | Albert Jäger                                         | Rektor der Universität Wien 1865–1866                       |
| Großgrundbesitz                               |                        | Wilhelm Eder                                         | Prälat Stift Melk, Reichsratsabgeordneter                   |
| Großgrundbesitz                               |                        | Vinzenz von Fischer                                  | Gutsbesitzer                                                |
| Großgrundbesitz                               |                        | Graf Otto Fünfkirchen                                | Gutsbesitzer                                                |
| Großgrundbesitz                               |                        | Freiherr Carl von Geusau                             | Gutsbesitzer, Major                                         |
| Großgrundbesitz                               |                        | Graf Ernst Hoyos-Sprinzenstein                       | Gutsbesitzer, Rittmeister                                   |
| Großgrundbesitz                               |                        | Graf Christian von Kinski                            | Gutsbesitzer, Reichsratsabgeordneter                        |
| Großgrundbesitz                               |                        | Adam Schreck                                         | Prälat von Klosterneuburg                                   |
| Großgrundbesitz                               |                        | Graf Hermann Sprinzenstein                           | Gutsbesitzer                                                |
| Großgrundbesitz                               |                        | Carl Ritter von Suttner                              | Gutsbesitzer                                                |
| Großgrundbesitz                               |                        | Freiherr Carl von Tinti                              | Gutsbesitzer, Reichsratsabgeordneter                        |
| Großgrundbesitz                               |                        | Freiherr Ludwig von Villa-Secca                      | Gutsbesitzer                                                |
| Großgrundbesitz                               |                        | Graf Maximilian Vrints von Trauenfeld                | Gutsbesitzer, Reichsratsabgeordneter                        |
| Abgeordnete der Haupt- und Residenzstadt Wien | Innere Stadt           | Anton von Schmerling                                 | Präsident des Obersten Gerichtshofs                         |
| Abgeordnete der Haupt- und Residenzstadt Wien | Innere Stadt           | Eugen Megerle von Mühlfeld                           | Hof- und Ger.Adv., Reichsratsabgeordneter                   |
| Abgeordnete der Haupt- und Residenzstadt Wien | Innere Stadt           | Ignatz Kuranda                                       | Journal- und Hauseigentümer, Reichsratsabgeordneter         |
| Abgeordnete der Haupt- und Residenzstadt Wien | Innere Stadt           | Gottfried Franz                                      | Superintendent evangelische Gemeinde H.B.                   |
| Abgeordnete der Haupt- und Residenzstadt Wien | Innere Stadt           | Johann Nepomuk Berger                                | Hof- und Ger.Adv., Reichsratsabgeordneter                   |
| Abgeordnete der Haupt- und Residenzstadt Wien | Landstraße             | August Zang                                          | Eigentümer „Die Presse“                                     |
| Abgeordnete der Haupt- und Residenzstadt Wien | Wieden                 | Alois Czedik von Bründelsberg                        | Lehrer an der Wiedener Oberrealschule                       |
| Abgeordnete der Haupt- und Residenzstadt Wien | Mariahilf              | Joseph Bauer                                         | Hof- und Ger.Adv., Wien                                     |
| Abgeordnete der Haupt- und Residenzstadt Wien | Neubau                 | Alexander Julius Schindler                           | K.K. Notar in Wien, Reichsratsabgeordneter                  |
| Abgeordnete der Haupt- und Residenzstadt Wien | Josephstadt            | Cajetan Felder                                       | Hof- und Ger.Adv., Wien                                     |
| Abgeordnete der Haupt- und Residenzstadt Wien | Alservorstadt          | Franz Schuselka                                      | bis 1864                                                    |
| Abgeordnete der Haupt- und Residenzstadt Wien | Alservorstadt          | Carl Hoffer                                          | ab 1864, Hof- und Ger.Adv., Wien                            |
| Abgeordnete der Städte und Industrial-Orte    | Wiener Neustadt        | Anton Riehl                                          | L.Adv. in Wiener Neustadt, Reichsratsabgeordneter           |
| Abgeordnete der Städte und Industrial-Orte    | Bruck an der Leitha    | Bartholomäus Wrann                                   | L.Adv. in Bruck                                             |
| Abgeordnete der Städte und Industrial-Orte    | Klosterneuburg         | Freiherr Adolph von Pratobevera                      | Reichsratsabgeordneter                                      |
| Abgeordnete der Städte und Industrial-Orte    | Baden                  | Heinrich Perger von Pergenau                         | ehem. Hof- und Ger.Adv. in Wien                             |
| Abgeordnete der Städte und Industrial-Orte    | Neunkirchen            | Victor Trotter                                       | Hof- und Ger.Adv. in Wien                                   |
| Abgeordnete der Städte und Industrial-Orte    | St. Pölten             | Ludwig Steiner                                       | Bürgermeister von St. Pölten                                |
| Abgeordnete der Städte und Industrial-Orte    | Waidhofen an der Ybbs  | Johann Ofner                                         | L.Adv. in St. Pölten, Reichsratsabgeordneter                |
| Abgeordnete der Städte und Industrial-Orte    | Kornneuburg            | Freiherr Franz Philipp von Sommaruga                 | Min.R. in Wien                                              |
| Abgeordnete der Städte und Industrial-Orte    | Mistelbach             | Jacob Nebesky                                        | Bez.Vorst. in Mistelbach                                    |
| Abgeordnete der Städte und Industrial-Orte    | Krems                  | Ferdinand Dinstl                                     | L-Adv. und Bürgermeister im Krems                           |
| Abgeordnete der Städte und Industrial-Orte    | Horn                   | Freiherr Carl von Hock                               | Staatsrat                                                   |
| Abgeordnete der Städte und Industrial-Orte    | Waidhofen an der Thaya | Adolph Michel                                        | L.Adv. in Waidhofen                                         |
| Abgeordnete der Handels- und Gewerbekammer    |                        | Leopold Mayr                                         | Stadtbaumeister, Wien                                       |
| Abgeordnete der Handels- und Gewerbekammer    |                        | Joseph Rekenschluss                                  | Seidenfabrikant, Wien                                       |
| Abgeordnete der Handels- und Gewerbekammer    |                        | Simon von Winterstein                                | Spediteur in Wien, Reichsratsmitglied                       |
| Abgeordnete der Handels- und Gewerbekammer    |                        | Anton von Dück                                       | kaiserlicher Rat und Handelsgerichtsbeisitzer, Wien         |
| Abgeordnete der Landgemeinden                 | Hietzing               | Rudolph Brestl                                       | Sekretär der Credit Austria in Wien, Reichsratsabgeordneter |
| Abgeordnete der Landgemeinden                 | Klosterneuburg         | Freiherr Joseph von Kalchberg                        | Sektionschef                                                |
| Abgeordnete der Landgemeinden                 | Bruck an der Leitha    | Graf Gustav Chorinsky                                | Statthalter von Niederösterreich                            |
| Abgeordnete der Landgemeinden                 | Wiener Neustadt        | Freiherr Anton von Doblhoff-Dier                     | Gutsbesitzer, Reichsratsabgeordneter                        |
| Abgeordnete der Landgemeinden                 | Neunkirchen            | Alfred von Arneth                                    | Regierungsrat, Wien                                         |
| Abgeordnete der Landgemeinden                 | St. Pölten             | Ernst Schneider                                      | Bezirksvorstand, Reichsratsabgeordneter                     |
| Abgeordnete der Landgemeinden                 | St. Pölten             | Carl Lötsch                                          | Notar in Atzenbruck                                         |
| Abgeordnete der Landgemeinden                 | Scheibs                | Joseph Heiser                                        | Fabrikbesitzer in Gamming                                   |
| Abgeordnete der Landgemeinden                 | Waidhofen an der Ybbs  | Georg Meier                                          | Müllermeister in Weistrach                                  |
| Abgeordnete der Landgemeinden                 | Amstetten              | Ferdinand Bachmayer                                  | Bräuer in Haag                                              |
| Abgeordnete der Landgemeinden                 | Kornneuburg            | Freiherr Anton von Halbhuber                         | Staatsrat, Festwill                                         |
| Abgeordnete der Landgemeinden                 | Groß-Enzersdorf        | Joseph Löschnigg                                     | Bezirksvorstand, Groß-Enzersdorf                            |
| Abgeordnete der Landgemeinden                 | Mistelbach             | Ignatz John                                          | Wirtschaftsbes. in Gnadendorf                               |
| Abgeordnete der Landgemeinden                 | Mistelbach             | Johann Schweyer                                      | Wirtschaftsbes. in Poisdorf                                 |
| Abgeordnete der Landgemeinden                 | Ober-Hollabrunn        | Joseph Thomas                                        | Gutspächter in Haugsdorf                                    |
| Abgeordnete der Landgemeinden                 | Krems                  | Franz Springer                                       | Wirtschaftsbes. in Eselsstein                               |
| Abgeordnete der Landgemeinden                 | Krems                  | Franz Schürer                                        | Bürgermeister in Stein an der Donau                         |
| Abgeordnete der Landgemeinden                 | Zwettl                 | Leopold von Mende                                    | Gerichtsrat, Reichsratsabgeordneter                         |
| Abgeordnete der Landgemeinden                 | Horn                   | Ignatz Kaiser                                        | Notar in Wien, Reichsratsabgeordneter                       |
| Abgeordnete der Landgemeinden                 | Waidhofen an der Thaya | Benno Krueg                                          | Bezirksvorstand                                             |